# Dolina Shenandoah

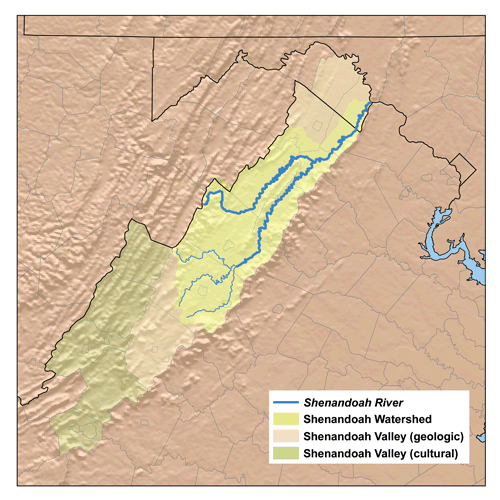
Mapa doliny Shenandoah; kolorem niebieskim zaznaczono rzekę Shenandoah

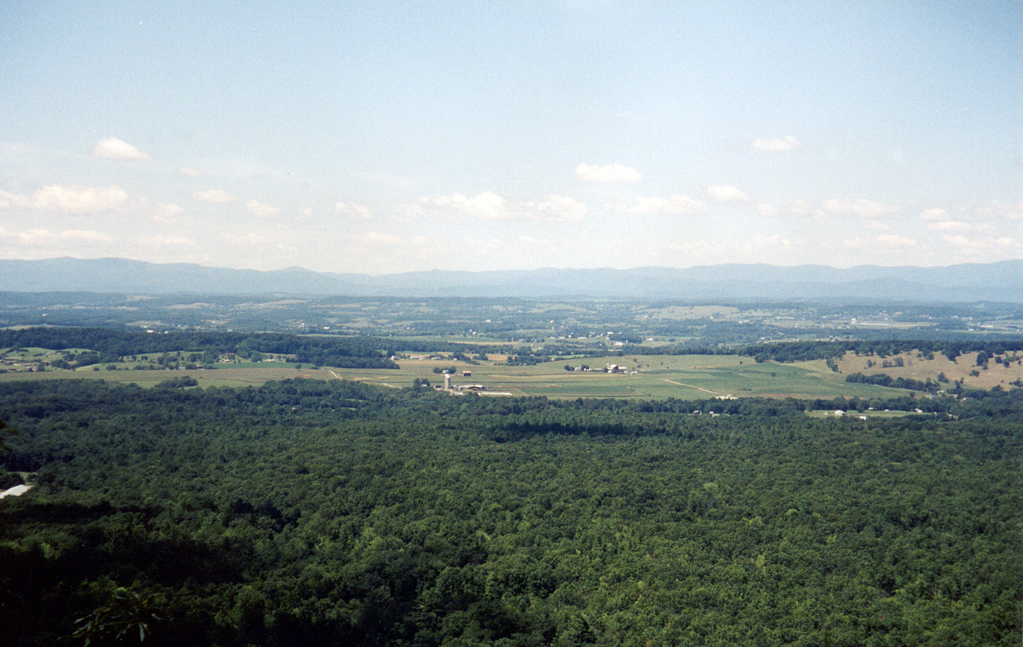
Ogólny widok doliny Shenandoah

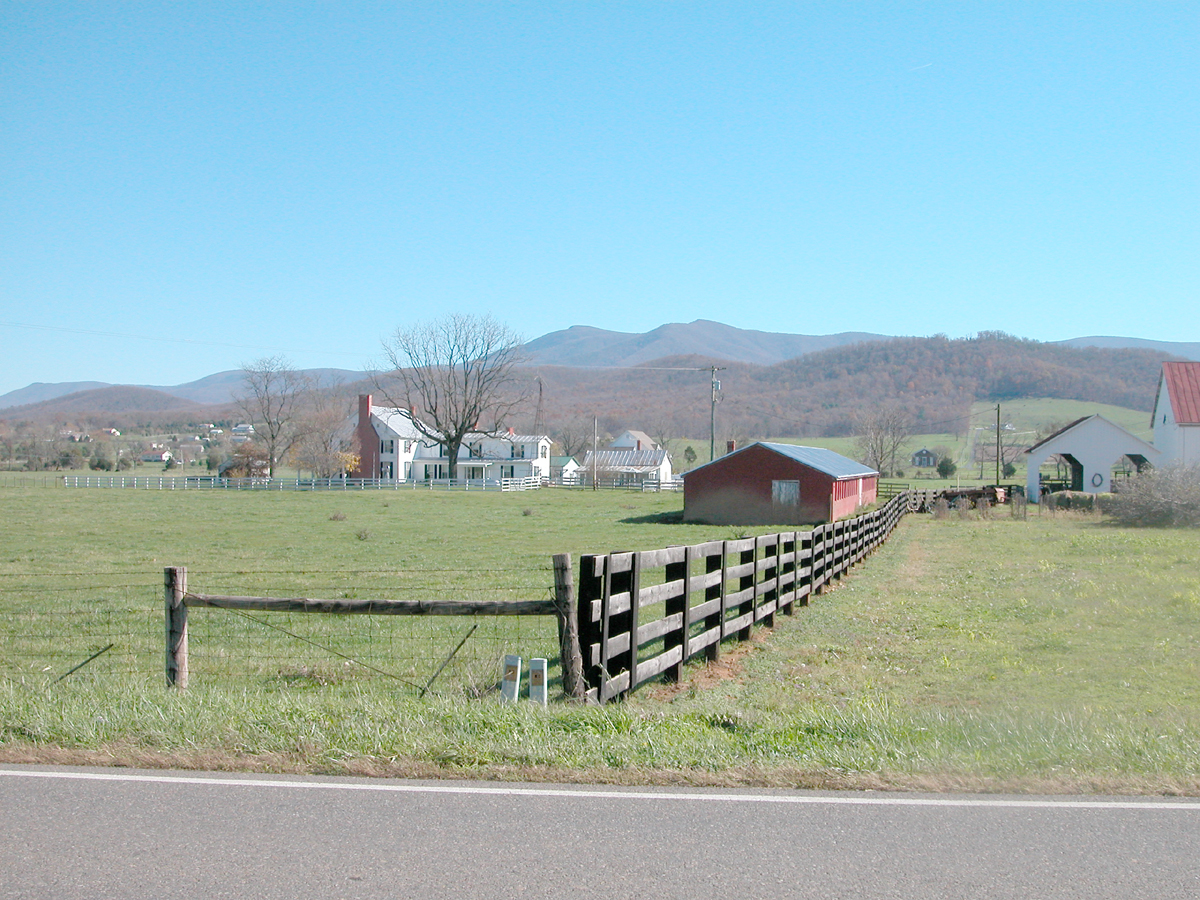
Farma na żyznych ziemiach w dolinie Shenandoah

Dolina Shenandoah (ang. Shenandoah Valley) – region geograficzny i historyczny w zachodniej Wirginii i Wirginii Zachodniej, ograniczony od wschodu przez Pasmo Błękitne oraz Appalachy i Allegheny od zachodu. Stanowi fragment Doliny Appalaskiej.

## Geografia
Nazwana od rzeki Shenandoah, która przepływa przez większość jej długości, dolina Shenandoah obejmuje siedem hrabstw Wirginii (Frederick, Clarke, Warren, Shenandoah, Page, Rockingham, i Augusta) oraz dwa hrabstwa w Wirginii Zachodniej (Berkeley i Jefferson). Pomiędzy Roanoke na południu i Harpers Ferry na północy, gdzie rzeka Shenandoah wpada do Potomaku, w dolinie rozlokowały się miejscowości różnej wielkości, jak Staunton, Harrisonburg, Winchester, Lexington, Waynesboro, czy Front Royal. Północny kraniec doliny Shenandoah rozdziela na dwie mniejsze doliny pasmo o nazwie Massanutten.

### Znane jaskinie
W dolinie znajduje się znaczna liczba ważnych tak geologicznie, jak i historycznie, wapiennych jaskiń:
- Crystal Caverns
- Skyline Caverns
- Luray Caverns, uznane za pomnik przyrody w 1974
- Shenandoah Caverns
- Endless Caverns
- Massanutten Caverns
- Grand Caverns, uznane za pomnik przyrody w 1973
- Madison's Cave, zwiedzana przez Waszyngtona; zbadana i zaznaczona na mapie przez Jeffersona
- Dixie Caverns

## Historia
Słowo Shenandoah zostało przyjęte od Indian i w dosłownym tłumaczeniu znaczy "Piękna Córka Gwiazd". Szlak biegnący przez dolinę, zwany Valley Pike (lub Valley Turnpike) był od dawna szlakiem wędrówek lokalnych plemion jak Delawarowie i Catawba, które nazywały go Wielką Ścieżką Wojenną lub Wielkim Szlakiem Wojowników. Później osadnicy nazwali go Great Wagon Road, bowiem stał się główną drogą ich migracji z Pensylwanii do Karoliny Północnej i dalej na południe, jedyną dostępną dla wozów.
W okresie późniejszym droga została poprawiona i utwardzona. W XX wieku Valley Turnpike stała się autostradą płatną i przekształcona w autostradę nr 11. Dzisiejsza autostrada międzystanowa nr 81 biegnie równolegle do starej drogi Valley Pike.
Dolina Shenandoah to aktywny obszar rolniczy. Dostępu doń broni od wschodu bariera Pasma Błękitnego. Pasmo zostało po raz pierwszy przekroczone przez gubernatora Aleksandra Spotswooda przywódcę legendarnej wyprawy z roku 1716 przez przełęcz Swift Run, ale osadnicy nie podążali jego śladem, wybierając dogodniejsze trasy.
Dolina została zasiedlona najpierw przez niemieckich, a po nich szkocko-irlandzkich osadników z Pensylwanii w latach trzydziestych XVIII wieku. Ci pierwsi nazywali siebie "Shenandoah Deitsch". Obie grupy ciągnęły na południe z brodów na rzece Potomak. Szkoci i Irlandczycy przybyli nieco później, więc zasiedlali tereny bardziej odległe od szlaku, co odróżniało te ziemie od Wirginii i Piedmontu, gdzie osiedlili się głównie przybysze z Anglii.
Dolina Shenandoah była zagłębiem zbożowym Konfederatów w czasie wojny secesyjnej. Toczyły się tu liczne bitwy pomiędzy wojskami Unii i Konfederacji, między innymi kampania w dolinie Shenandoah wiosną 1862 roku.